# Kadanz
 (janvier 2019).
 (avril 2016).
Si vous disposez d'ouvrages ou d'articles de référence ou si vous connaissez des sites web de qualité traitant du thème abordé ici, merci de compléter l'article en donnant les références utiles à sa vérifiabilité et en les liant à la section « Notes et références ».
Kadanz est un groupe pop néerlandais formé en 1982 à Utrecht autour de l'auteur-compositeur-interprète Frans Bakker (né en 1952). Il fut actif de 1982 à 1998.

## Discographie
Albums
- 1983 : Donkerblauw
- 1984 : Pericoloso
- 1989 : Blik op oneindig
- 1990 : Van de wereld
- 1990 : In het donker
- 1992 : De mooiste ballads 1982-1992
- 1993 : Sta op
- 1998 : Aan of uit

Singles
- 1982 : In het donker
- 1983 : Wat jij me gaf
- 1983 : Zo jong
- 1983 : Intimiteit
- 1983 : Failliet gaan we allemaal
- 1984 : Gouden bergen
- 1985 : Nachttrein
- 1985 : Voor jou
- 1989 : Dagen dat ik je vergeet
- 1989 : De wind
- 1989 : De stad die vrijheid heet
- 1990 : Alles of niets
- 1990 : Hou me vast
- 1990 : Vuurwerk
- 1991 : Merel
- 1992 : Niet zoals vroeger
- 1992 : Knock out
- 1992 : Schip gestrand
- 1994 : Door 't vuur
- 1997 : Wat doe ik hier?
- 1997 : Morgen kom jij terug
- 1998 : Alleen niet op maandag
- 1998 : Voorjaar (Amsterdam)